# スペイン銀行
スペイン銀行（スペインぎんこう、西：Banco de España）は、スペインの国立中央銀行。1782年にカルロス3世がマドリードで設立したスペイン銀行は、現在は欧州中央銀行制度に組み込まれている。 その知事は2018年6月以来パブロ・エルナンデス・デ・コス

## 沿革
スペイン銀行はもともとサン・カルロス国立銀行 (Banco Nacional de San Carlos) として設立され、その初代頭取にはバイヨンヌ生まれのバスク系フランス人銀行家フランソワ・カバリュス（スペイン語名ではフランシスコ・カバルス）が務めていた。
1793年から1814年の度重なる戦乱を受けて、サン・カルロス国立銀行は3億レアル以上の負担を請け負うことになり、これは銀行の経営を苦しめるものとなった。
財務大臣ルイス・ロペス・バジェステーロスは1829年に、マドリード市内で紙幣を発行するのに備えて4000万レアルの資金を投じた。この投資にあたってサン・カルロス国立銀行はサン・フェルナンド・スペイン銀行 (Banco Español de San Fernando) に改称した。
1844年、競合相手となるイサベル2世銀行 (Banco de Isabel II) とバルセロナ銀行 (Banco de Barcelona) が設立され、また1849年にはカディス銀行 (Banco de Cádiz) が設立される。1847年、マドリード市内の不動産市場が衰退し、この市場に資金を過剰に投じていたイサベル2世銀行はサン・フェルナンド銀行と合併する。行名は後者となった。
1850年代、ラモン・サンティリャンの指導の下でサン・フェルナンド銀行はアリカンテやバレンシアにまで業務を拡大し、行名も現在のスペイン銀行とした。国内や植民地での戦争で銀行からの財政支援を必要としたスペイン政府は1874年、スペイン銀行に対して紙幣発行の独占権を与えた。
スペイン内戦後の1946年、フランコ独裁政権はスペイン銀行を厳格な管理の下に置き、1962年には正式に国有化した。1970年代後半の民主政への復帰を受けてスペイン銀行は今日に至る一連の変革・近代化を開始した。
1994年にスペインが欧州連合の経済通貨統合に加わり、スペイン銀行は欧州中央銀行制度を構成する中央銀行となっている。

## 運営組織
スペイン銀行の運営機関は以下の4つに分かれている。
- 総裁 (Gobernador)
- 副総裁 (Subgobernador)
- 理事会 (Consejo de Gobierno)
- 政策委員会 (Comisión Ejecutiva)

スペイン銀行総裁は首相が指名し、国王がこれを任命する。総裁はスペイン国民でなければならず、また金融政策に通じていることが求められる。新総裁が指名されたとき、経済財務相はスペイン下院の手続きにより議会の委員会に通知することになっている。
総裁の使命には、以下のようなものがある。
- スペイン銀行を総理し、理事会ならびに政策委員会の議長を務める。
- スペイン銀行の義務を遂行し、法に従った活動を進める責任を負う。総裁はスペイン銀行の法律行為や文書において最終的な責任を負い、また法廷や司法当局に対してスペイン銀行を代表する。
- 国際的な制度においてスペイン銀行を代表する。
- スペイン銀行の理事会ならびに欧州中央銀行制度の一般理事会に参加する。

副総裁は、総裁の推薦に基づいて政府が指名する人物で、スペイン銀行の運営に携わる資質を有することが求められる。また副総裁は総裁の空席、不在、罹患のさいには、総裁の職務や権限を代行する。また行内での事案や総裁から委ねられた分野について責任を負う。
参事官 (Consejeros) は6人で、人選にあたっては総裁の関与のうえで経済財務相が推薦し政府が指名する。参事官はスペイン国民で、経済や法律に精通していることを要する。
政策委員会は議長を務める総裁、副総裁、2人の参事官で構成される。
このほか局長 (Directores Generales) は政策委員会に出席はできるが、発言権や議決権は与えられていない。審議官 (Secretario) は政策委員会の補佐にあたるが、同じく発言権や議決権が与えられていない。
政策委員会に加わる2人の参事官は総裁の推薦を受け、6人の参事官の中から理事会が指名する。理事会は総裁、副総裁、6人の参事官、経済財務省会計金融政策局長、証券市場委員会副委員長で構成される。理事会の会議には、議決権は与えられていないものの、スペイン銀行の各局長と、内規によって選出された職員の代表1名が出席し、発言することが認められている。
理事会でそれぞれの職域に関連する案件を扱うさいには経済財務相または経済担当審議官が出席することがあるが、このときそれぞれに発言権はあるものの議決権は与えられていない。ただ両名は理事会に熟慮を求める動議を提出することができる。
審議官は政策委員会を補佐し、議決権は与えられていないが発言することは認められている。

## 任務
1. ユーロ圏全体における物価の安定維持という基本目的に適う金融政策の決定と実施
2. ローマ条約第109条の規定に従って、為替相場への介入の適切な実施、通貨準備の管理・運用
3. ユーロ圏における決済システムの健全な運営の促進
4. 法定紙幣の発行
5. 欧州中央銀行に移管されていない通貨・貴金属準備の管理・運用
6. 金融システムおよび欧州中央銀行の機能を阻害しない限りでの国内決済システムの健全な運営と安定の促進
7. 法令の定めに従って規定されている権限に基づき、金融機関やそのほかの主体、金融市場の支払能力ならびにそれらに関連する法令の遵守についての監督
8. 硬貨の発行調整と、国に代わってそれに関連する機能の実施
9. 中央銀行の機能に関連する統計の提出・公表、および欧州中央銀行の活動支援を目的とした必要な統計情報の編集
10. 国債の管理、受付代行
11. 適切な報告書の提出と研究の実施による政府への助言